# Acalymma trivittatum
Acalymma trivittatum là một loài bọ cánh cứng trong họ Chrysomelidae. Loài này được Mannerheim miêu tả khoa học năm 1843.